# Markus Hinterhäuser
Markus Hinterhäuser (né le 30 mars 1958 à La Spezia) est un pianiste autrichien, directeur du Festival de Vienne (en 2014) et du Festival de Salzbourg (en 2017).

## Biographie
Il étudie le piano au Conservatoire de Vienne et au Mozarteum. Il est l'élève d'Elisabeth Leonskaïa et d'Oleg Maisenberg. En tant que musicien de chambre, il travaille rapidement avec le Quatuor Arditti et la chanteuse Brigitte Fassbaender. Par la suite, il se consacre à la musique du XXe siècle. Il joue ainsi des œuvres pour piano de la seconde école de Vienne ainsi que de John Cage, Morton Feldman ou Galina Oustvolskaïa.
Il est aussi régulièrement invité dans de nombreux festivals, comme celui de Salzbourg, le Münchener Klaviersommer ou le Wien Modern (de).
Hinterhäuser est le créateur (avec Tomas Zierhofer-Kin (de)) et directeur entre 1993 et 2001 du Zeitfluss-Festival (lors du Festival de Salzbourg) et du Zeit-Zone (lors du Festival de Vienne, depuis 2002).
En février, il est nommé, à la place de Peter Schmidl initialement prévu, par le directeur Jürgen Flimm (de) directeur des concerts du Festival de Salzbourg et exerce entre 2007 et 2011. Après le départ de Flimm en 2011, il prend l'intérim. À partir de 2014, il préside avec Frie Leysen, le Festival de Vienne.

## Source
- (de) Cet article est partiellement ou en totalité issu de l’article de Wikipédia en allemand intitulé « Markus Hinterhäuser » (voir la liste des auteurs).